# Basilica di Santa Maria Maggiore (Ispica)

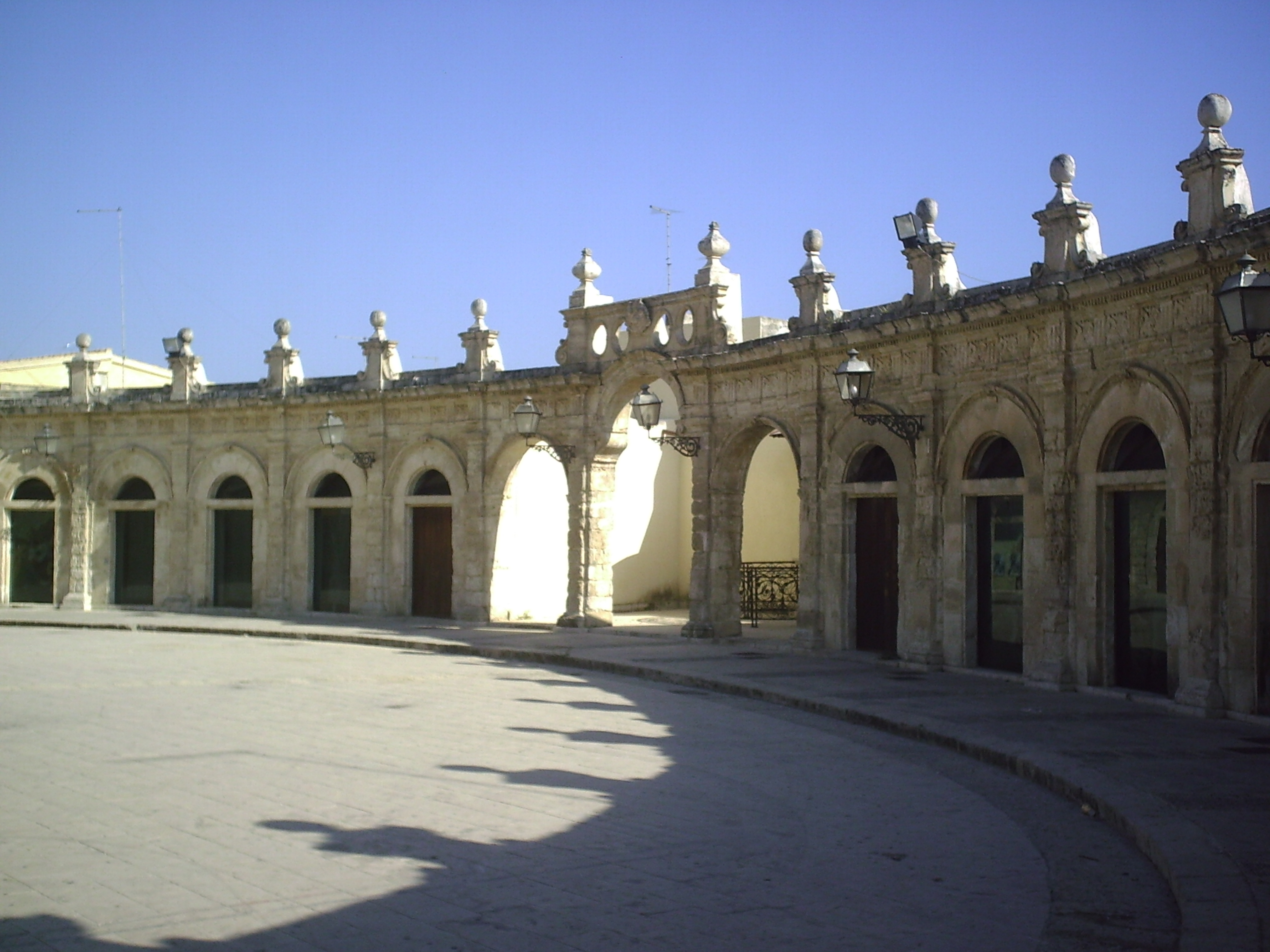
Il "Loggiato" del Sinatra di fronte alla basilica.

La basilica di Santa Maria Maggiore è una chiesa di Ispica (RG), Sicilia, costruita dopo il terremoto del 1693 che sconvolse la Sicilia orientale.

## Storia
Costruita immediatamente dopo il terribile terremoto del 1693 che sconvolse la Sicilia orientale in quanto si sentì il bisogno di un luogo dove ospitare il simulacro del Santissimo Cristo alla Colonna, miracolosamente scampato alla distruzione della vecchia chiesetta presente alla Cava Ispica. Infatti si scelse di edificare per prima la cappella del Santissimo Cristo con le pietre della vecchia chiesa. Con gli anni l'edificio iniziò ad ampliarsi. Nel 1696 risultano già completati, oltre all'altare del Santissimo Cristo alla Colonna, anche l'altare maggiore, dedicata a santa Maria Maggiore e quelli di sant'Anna e san Corrado. Nella prima metà del settecento i lavori continuarono sotto la guida dell'architetto netino Rosario Gagliardi portandoli a termine intorno al 1725.
La consacrazione avvenne l'11 marzo 1725.
Nel 1727 un altro sisma fece cadere la navata destra, tutto il tetto e parte della cupola e i lavori ripresero continuando per altri trent'anni, dove nel frattempo si curava l'ornamento della chiesa e l'esterno. Infatti Nel 1749 Vincenzo Sinatra portò a termine il loggiato, di forma semiellittica su modello del colonnato del Bernini a San Pietro, e fra il 1750 ed il 1761 il palermitano Giuseppe Gianforma completò gli stucchi. Infine il marchese di Ispica Francesco Saverio Statella decise di dare l'incarico di dipingere l'intera chiesa con immagini del nuovo e dell'antico testamento ad uno dei pittori di spicco del settecento in Sicilia, il pittore Olivio Sozzi. Egli non terminò l'opera in quanto morì nel 1765 cadendo da un'impalcatura allestita nella Cappella dell'Assunta. Il 19 giugno 1763 la chiesa fu consacrata da Giuseppe Antonio de Requisenz, arcivescovo di Siracusa, quale unica basilica del Comune. Nel 1768 Vito D'Anna dipinse il quadro oggi presente nell'altare maggiore.
Grazie all'insieme di pitture e affreschi, considerati importanti per la storia della pittura in Sicilia, il 24 febbraio 1908 la basilica fu eretta a monumento nazionale. Oggi l'intero organico di affreschi è considerato uno dei grandi capolavori pittorici del diciottesimo secolo in Sicilia tanto che una bozza del quadro centrale raffigurante il nuovo e il vecchio testamento è presente al Louvre di Parigi.

## Architettura

### Esterno
La basilica si inserisce nello stile tardo-barocco insieme alle chiese di Noto, Ragusa e Modica entrate a far parte del patrimonio dell'UNESCO. Per questo motivo è stata avanzata una richiesta di estensione per Ispica in quanto l'intero organico architettonico, comprendente quindi il loggiato, è unico in tutto il Val di Noto. La facciata della chiesa è semplice e lineare con capitelli ionici e corinzi. Al centro troviamo un finestrone architravato dove è rappresentato su vetro il Santissimo Cristo alla Colonna, mentre ai lati svettano due statue, ormai erose dal tempo, raffiguranti san Gregorio e santa Rosalia. Al di sopra del portone centrale è presente un grande stemma con putto che scopre il drappeggio svelando le due iscrizioni latine «SIGNVM CVI CONTRADICETVR» (Luca 2, 34) e  «DE ... BASILICIS HAEC VNA ... EST PONT.(IFICALIS) ROM.(ANVS)» (questa è una delle basiliche).
La torre campanaria fu eretta nei primi del settecento e vi fu collocata una grande campana ricavata dalla fusione degli ori dei fedeli.
Nella controfacciata è realizzata la cantoria con organo.

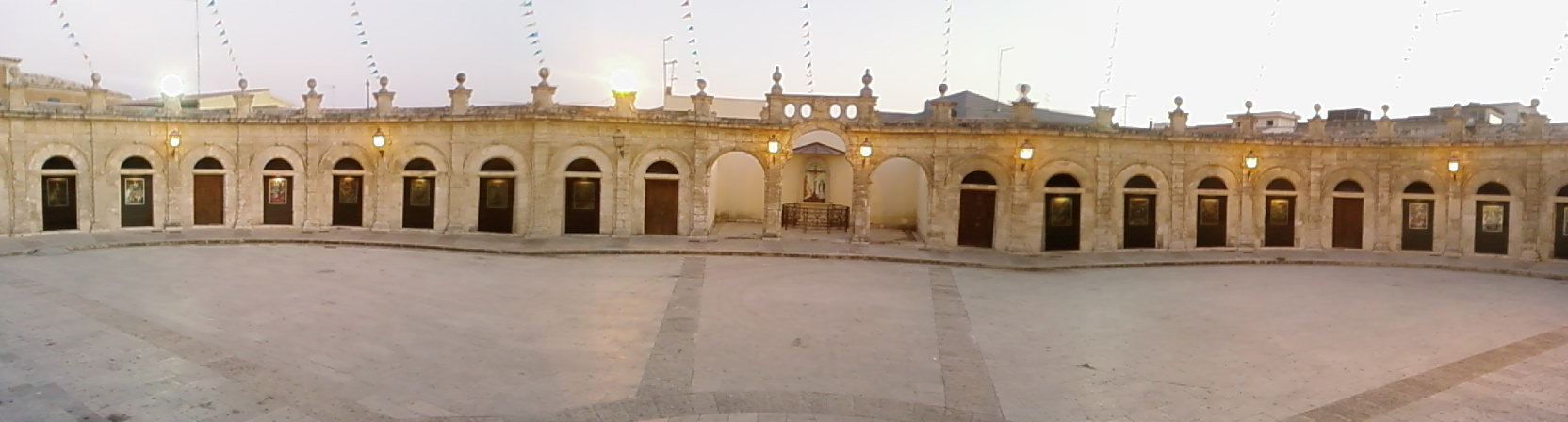
Foto Panoramica del "Loggiato" del Sinatra di fronte alla basilica.

## Interno

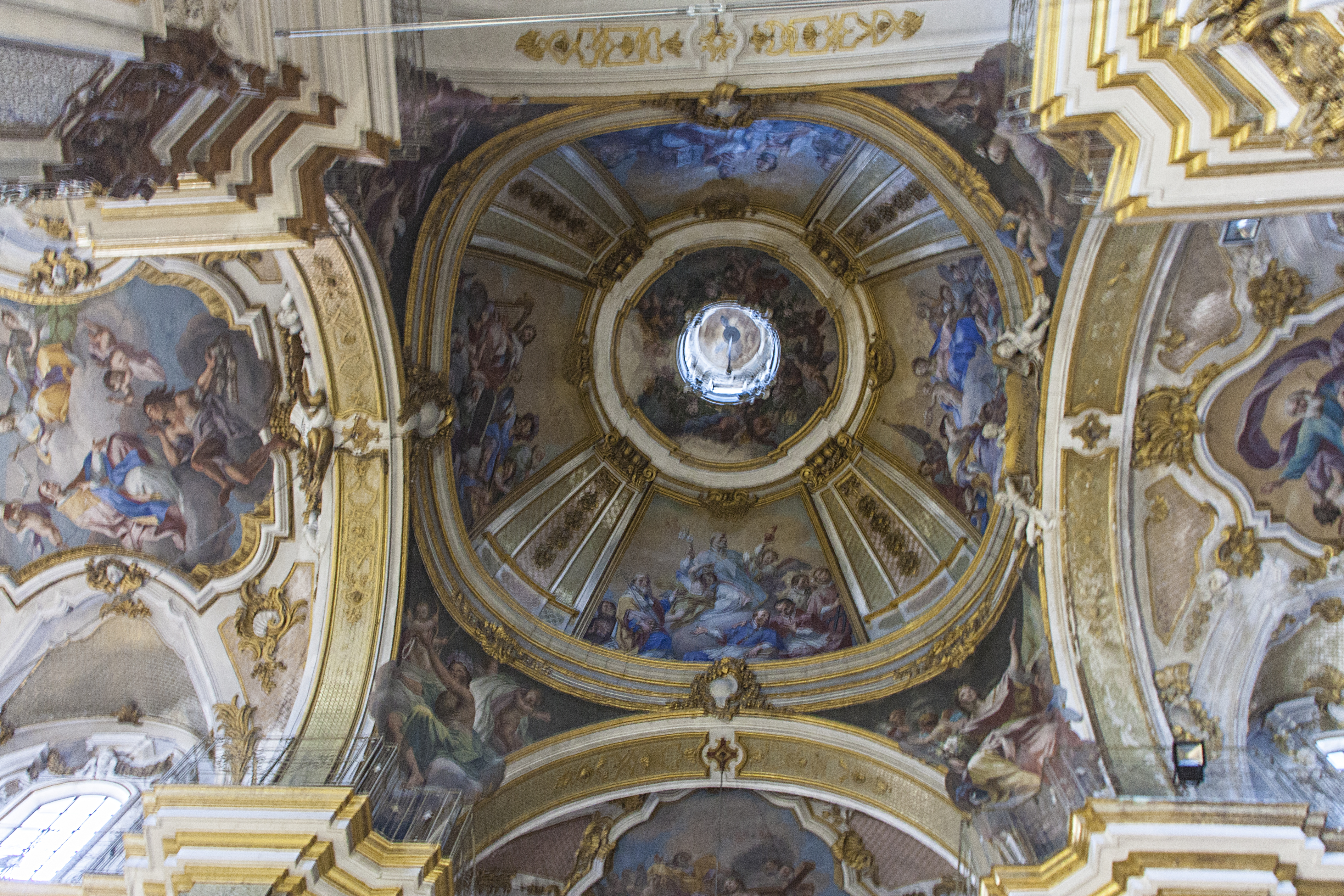
Crociera e cupola.

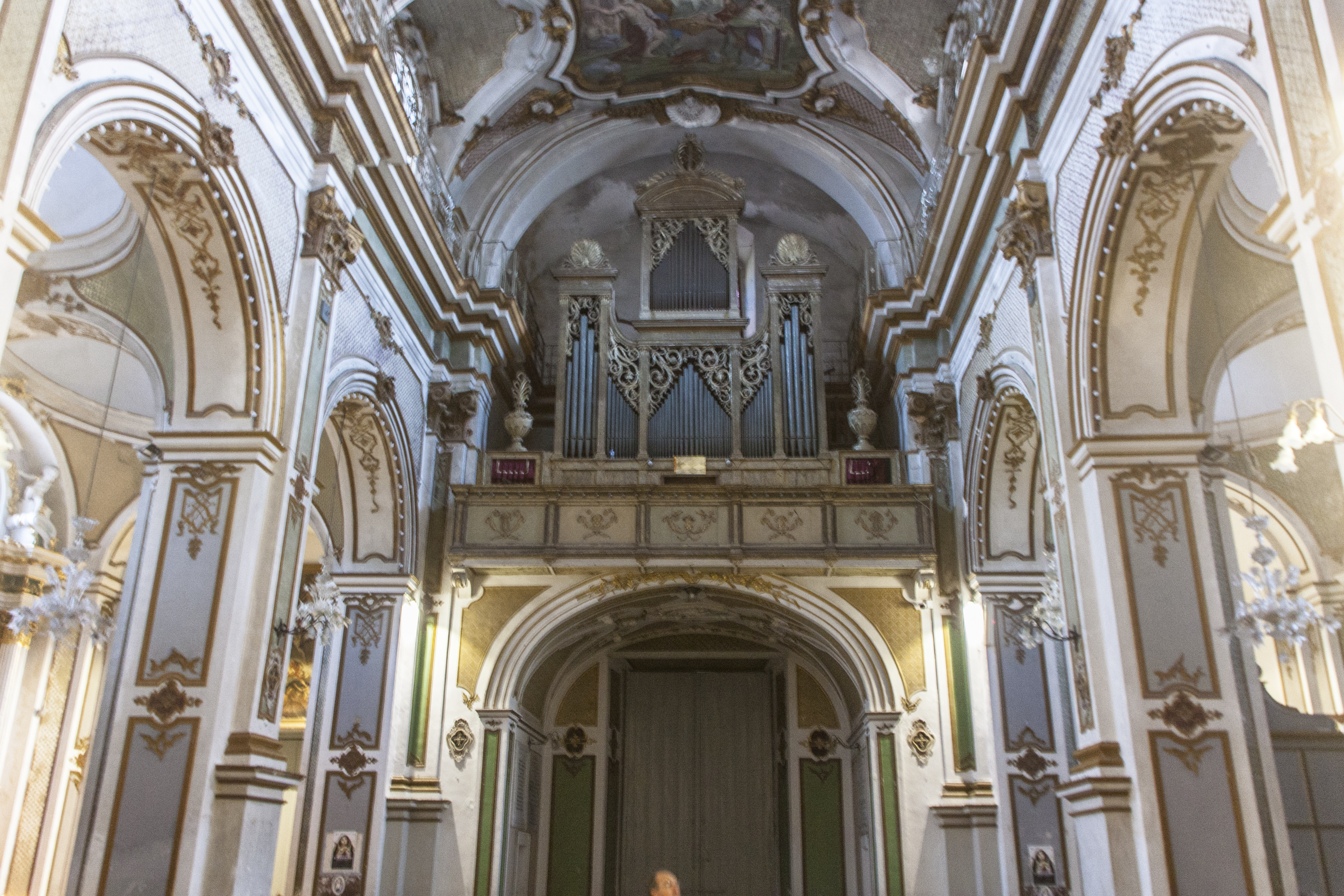
Controfacciata.

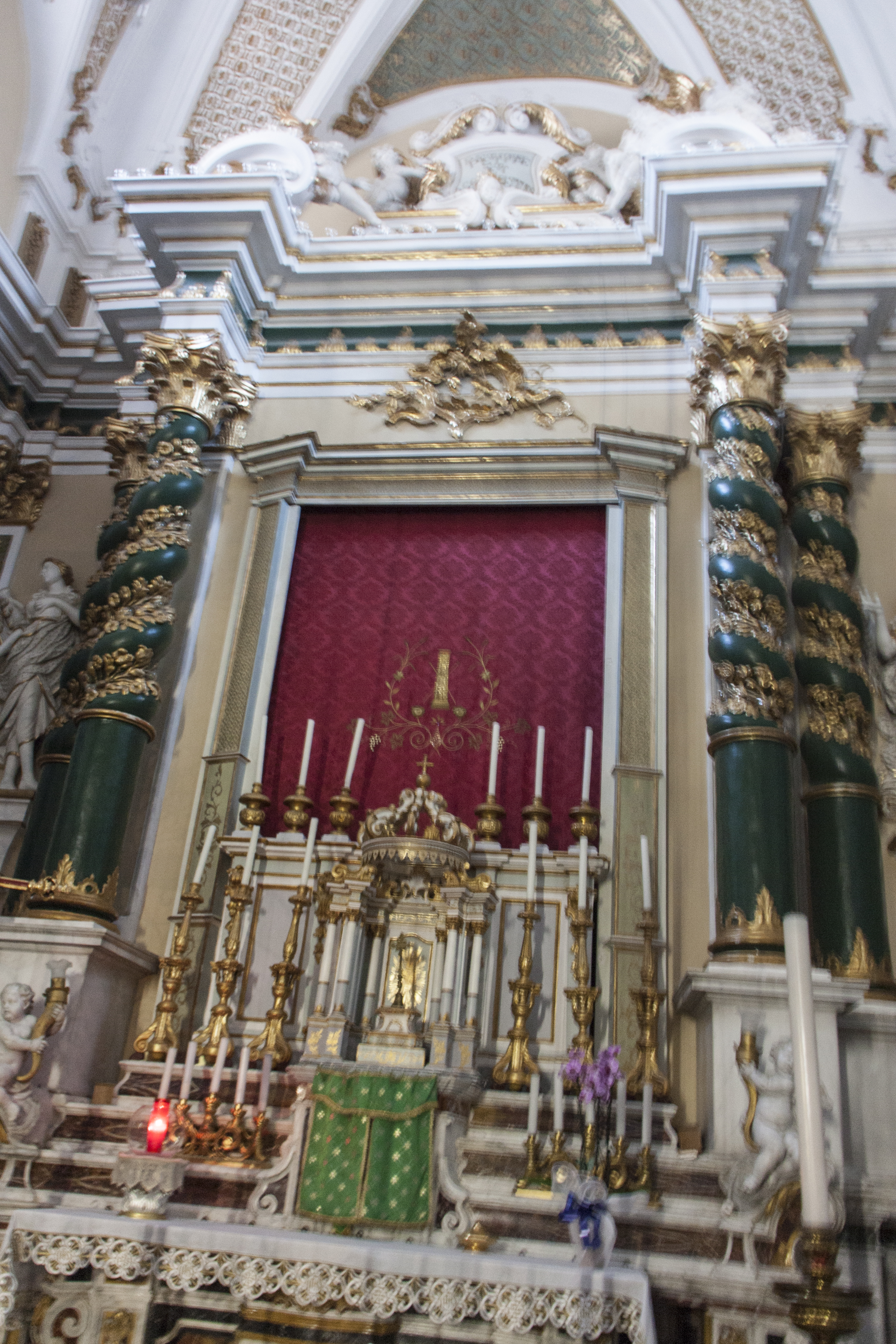
Altare braccio transetto.

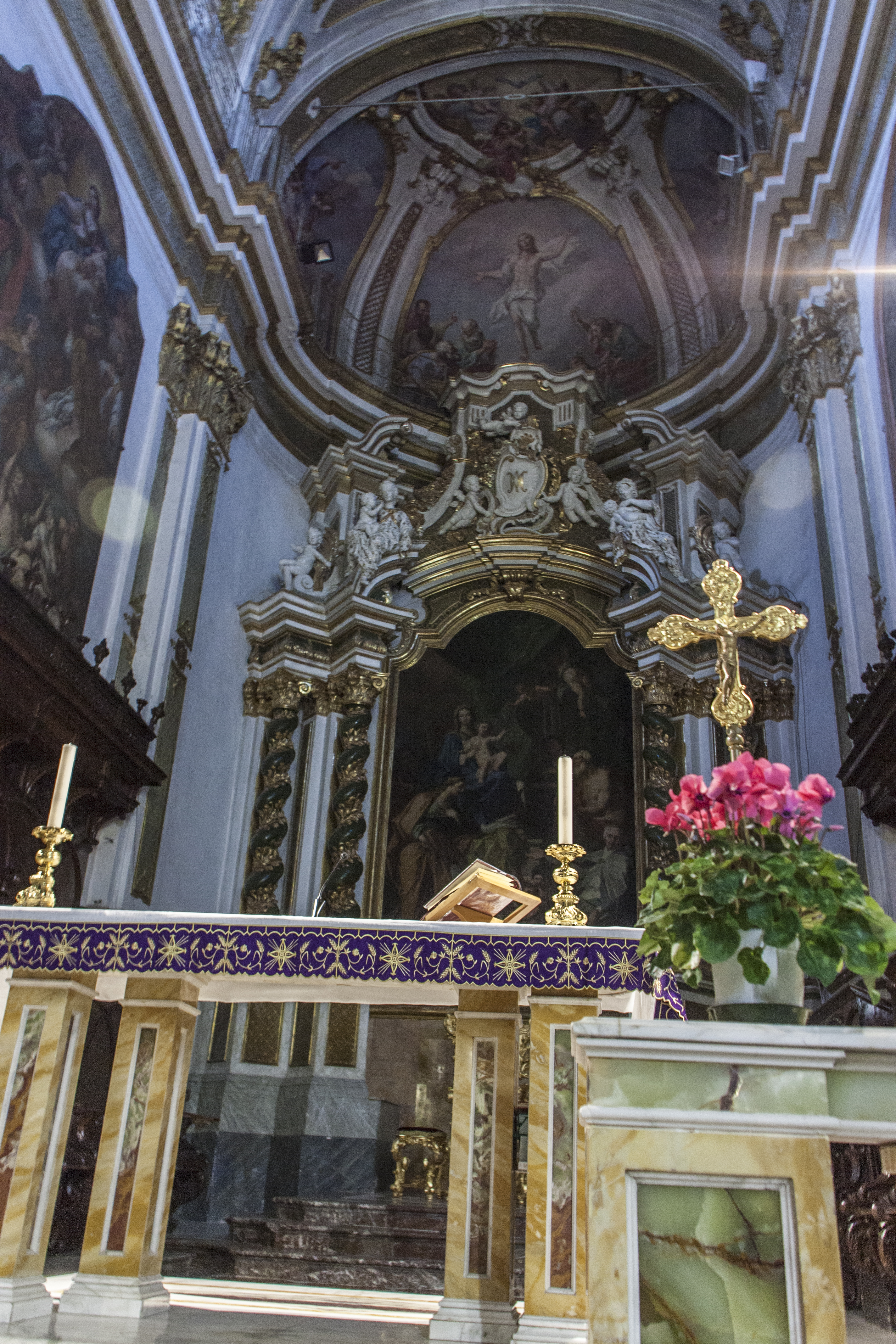
Presbiterio.

L'interno è a croce latina a tre navate divise da pilastri, comprendente quattro cappelle. Gli affreschi nei quadroni delle volte, opere di Olivio Sozzi, raffigurano episodi tratti dal Vecchio e Nuovo Testamento, e culminano con il Trionfo della Fede, il Trionfo della Croce e il Trionfo della Mensa Eucaristica nella navata centrale. La Vergine in Gloria a destra e Cristo che vince sul peccato originale o Trionfo del Redentore a sinistra del transetto. Episodi di vita di Patriarchi e Profeti, Martiri, Vergini, Fondatori degli ordini religiosi, raffigurati nella cupola, le Virtù Cardinali. I Continenti esplorati nei pennacchi angolari, l'Ascensione, Spirito Santo, Apostoli nella calotta e Dio Padre nella volta dell'abside. I numerosi dipinti su tela sono attribuiti alla scuola del Sozzi, al genero D'anna o discepoli di bottega di quest'ultimo. Sopra tutta l'articolata modanatura del cornicione della navata centrale si sviluppa un camminamento provvisto di ringhiera in ferro battuto. Alla estesa e raffinata decorazione pittorica si accompagna un ricchissimo apparato plastico in stucco.

### Navata destra
Tutti gli altari minori presentano delle mense marmoree delimitate da colonne scanalate con fusto brunito alla base e sormontate da capitelli corinzi. I timpani caratterizzati da volute, presentano coppie di putti giocosi e festanti.
- Prima campata: Altare di Santa Rosa. Ambiente dedicato a Santa Rosa da Lima.
- Seconda campata: Altare di San Nicola. Ambiente dedicato a San Nicola di Bari, sulla sopraelevazione è custodito il dipinto eponimo attribuito a Vito D'Anna.
- Terza campata: Altare della Mercede. Ambiente dedicato a Nostra Signora della Mercede, sulla sopraelevazione è custodito il dipinto raffigurante la Vergine ritratta tra religiosi dell'Ordine di Santa Maria della Mercede.
  - Pulpito con cupolino ligneo addossato al pilastro.
- Quarta campata: Cappella dell'Immacolata. Ambiente dedicato all'Immacolata Concezione, sulla sopraelevazione è custodito il dipinto raffigurante l'Immacolata e le Anime Purganti.

### Navata sinistra
- Prima campata: Altare di Santa Rita.[2] Ambiente dedicato a Santa Rita da Cascia, con una statua raffigurante la Santa all'interno di una nicchia trasparente di color celeste con delle rose rosse disegnate ai lati. È l'unico altare minore delle due navate che al posto di un dipinto é presente una statua, la quale viene venerata ogni anno il 22 maggio, prelevandola dalla nicchia per poi collocarla all'altare maggiore per tutta la settimana di celebrazione in suo onore.
- Seconda campata: Altare di San Corrado. Ambiente dedicato a San Corrado Confalonieri, sulla sopraelevazione è custodito il dipinto raffigurante il Transito di San Corrado di Noto.
- Terza campata: Altare dell'Addolorata. Sulla sopraelevazione è custodito il dipinto raffigurante la Madonna Addolorata.
- Quarta campata: Altare di Sant'Anna. Ambiente dedicato alla Sacra Famiglia, sulla sopraelevazione è custodito il dipinto raffigurante la Sacra Famiglia ritratta con Sant'Anna, San Gioacchino e San Giovannino.

### Transetto
- Absidiola destra: Cappella di Santa Maria Maggiore. L'ambiente con colonne tortili e ricchissimo timpano, custodisce la statua lignea raffigurante Santa Maria Maggiore (detta anche comunemente dai paesani Madonna del Melograno dato che la statua possiede in mano un ramo di melograni), titolare del luogo di culto, ed il fonte battesimale realizzato da Salvo Monica accanto ai gradini e alla balaustra del presbiterio. Sempre in questa cappella, vi sono presenti la statua di Padre Pio da Pietrelcina sostenuta da un piedistallo e nella parte di destra un Crocifisso di grandi dimensioni, fisso nella parte alta del muro. Sempre nel lato destro della cappella sotto ai piedi del Crocifisso già citato è presente l'ingresso per la "casa della cera", ovvero una cappella dedicata alle cere votive raffiguranti parti del corpo come busti, mani, teste, mammelle, piedi, pancia, gambe oppure semplici candele di grandi dimensioni, donate dai devoti per grazia ricevuta; all'interno è presente anche la salma mummificata di Olivio Sozzi chiusa in una teca di vetro e infine le statue di San Giovanni Apostolo e del Crocifisso con le braccia mobili, i quali vengono celebrati la sera della Domenica delle Palme (insieme all'Addolorata), inscenando la deposizione di Gesù dalla croce, ponendolo su un "cataletto" e svolgendo una processione dall'altare maggiore fino alla cappella del "Cristo alla Colonna", dove le tre statue rimarranno per la venerazione dei fedeli fino alla sera del mercoledì santo.

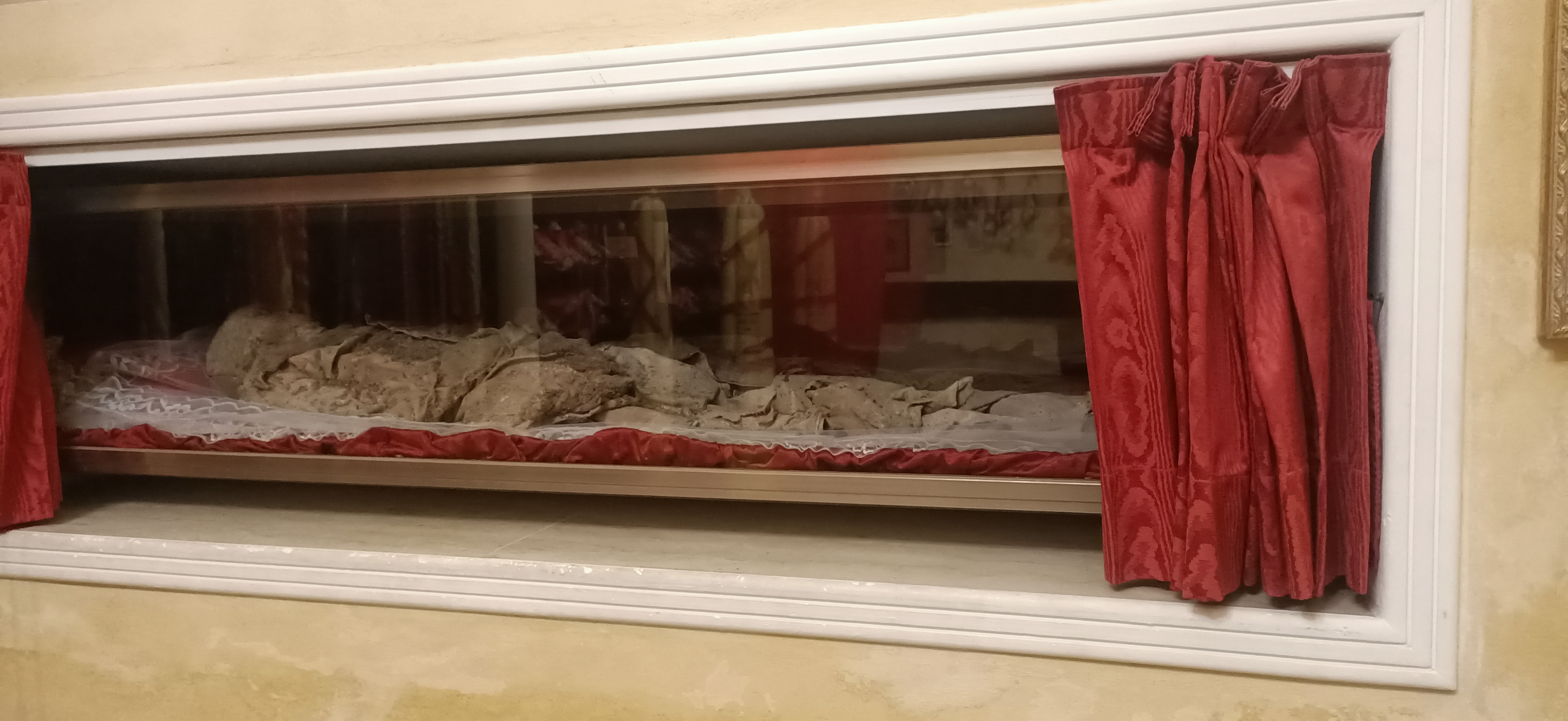
Salma mummificata di Olivio Sozzi

- - Braccio transetto destro: Cappella del Santissimo Cristo.[2][6] Magnifico manufatto costituito da una doppia coppia di colonne tortili collocate su plinti, lungo lo sviluppo elicoidale si snoda una ricca decorazione con festoni floreali. Esternamente sono collocate due statue allegoriche. I dadi aggettanti del timpano a volute sono popolati da schiere di putti che sostengono uno stemma intermedio. All'interno dell'edicola è custodito il gruppo scultoreo raffigurante il Cristo alla Colonna, opera proveniente dalla chiesa di Santa Maria della Cava. Oggetto di grande devozione della Settimana Santa, la statua, così come i riti devozionali e penitenziali del Giovedì santo, risalgono alle tradizioni cittadine già in voga prima del terremoto del 1693. Alle pareti sono presenti tele raffiguranti episodi della Passione di Gesù. L'intera area è recintata da un'artistica cancellata in ferro battuto.
- Absidiola sinistra: Cappella della Madonna Addolorata. L'ambiente con colonne tortili e ricchissimo timpano, custodisce la statua raffigurante la Madonna Addolorata e nel lato destro della cappella una bacheca di vetro dove è collocata la statua lignea del Cristo Risorto, venerato durante la mezzanotte della veglia Pasquale; ai lati di esso, sempre all'interno della bacheca in dei scomparti separati, sono riposte le reliquie di martiri e santi donate dai fedeli nel corso dei secoli. Nel lato sinistro invece si trova una porta che conduce alla sagrestia, che è una grande stanza, decorata da notevoli pitture sui muri e nel soffitto. Dentro ad essa si trova il cenacolo in legno e marmo con a fianco dei cherubini che in passato erano collocati ai piedi della statua dell'Assunta, ed anche la statua del Crocifisso con le braccia mobili antico che si venerava la sera della Domenica delle Palme anni fa, prima che giungesse la nuova statua che lo sostituì, ma viene comunque collocato insieme all'Addolorata all'altare maggiore durante i giorni quaresimali dal mercoledì delle ceneri fino all'ultimo venerdì di quaresima per la venerazione dei fedeli.
  - Braccio transetto sinistro: Cappella dell'Assunta.[6] Nell'ambiente, simile per architettura e stile alla cappella del "Cristo alla Colonna", è custodita l'immagine della Santissima Assunta in Cielo datata 1598, anch'essa scampata alle devastazioni del terremoto del 1693, e ritrovata intatta dopo il terribile evento, per questo anch'essa viene celebrata in modo molto sentito dalla città per quasi tutto il mese di agosto. Decorazione plastica opera di Giovanni Gianforma realizzate nel 1794.  Anche questa cappella è separata dal resto dell'aula da una mirabile cancellata in ferro battuto.

### Presbiterio
Ai lati del presbiterio delimitato da balaustra marmorea, sono collocati due scranni lignei, a loro volta sormontati da due grandi dipinti su tela: Vergine con Santi raffigurata tra gli appestati che, per intercessione di San Rocco, Santa Rosalia, San Gaetano di Thiene, San Gregorio Papa, chiedono alla Madre di Dio la liberazione dall'epidemia, opera di Olivio Sozzi del 1761 a sinistra; e a destra la grande pala cinquecentesca raffigurante la Madonna del Rosario, opera proveniente dall'ex chiesa di Sant'Anna.
Nel catino absidale, la sopraelevazione dell'altare d'architettura convessa, è costituita da una doppia coppia di colonne tortili collocate su plinti ruotati. Sui dadi aggettanti del timpano spezzato, popolati da figure allegoriche e putti, si staglia un secondo timpano con volute e stele intermedia con insegne mariane. Nella vela al centro della calotta spicca la figura del Cristo Risorto.
Nell'edicola centrale è custodita la pala d'altare di Vito D'Anna raffigurante la Madonna della Cava ritratta tra San Gregorio Magno, San Girolamo, Santa Lucia e Santa Rosalia, opera del 1768.

## Sacrestia
Nella volta il grande affresco raffigurante Mosè che riceve le Tavole della Legge, dipinto nel 1783 assieme ai quattro piccoli quadri degli angoli, dal palermitano Giuseppe Crestadoro.